# Albert Kuchler
Albert Kuchler, né le 30 novembre 1998, est un fondeur allemand, spécialiste des courses de distance.

## Palmarès

### Championnats du monde
| Épreuve / Édition     | Sprint                           | Sprint    | 15 km | 15 km     | Skiathlon 2 × 15 km | 50 km | Relais | Relais                    |
| Épreuve / Édition     | libre                            | classique | libre | classique | Skiathlon 2 × 15 km | 50 km | Sprint | 4 × 10 km                 |
| Mondiaux 2023 Planica | Épreuve inexistante à cette date |           |       |           |                     |       |        | Médaille de bronze, monde |

Légende :
- : pas d'épreuve
- — : Non disputée
- DNF : abandon

### Coupe du monde
- 1 podium en relais : 1 troisième place.
- 1 podium par équipes mixte : 1 troisième place.